# Raimon Panikkar
Raimon Panikkar (3. listopadu 1918, Barcelona, Španělsko – 26. srpna 2010, Tavertet, Španělsko) byl španělský katolický kněz a teolog, navrhovatel internáboženského dialogu.
Byl synem indického otce a katalánské matky, vzděláván na jezuitské škole. Porovnával filozofii Tomáše Akvinského s hinduistickým filozofem Ádi Šankarou a jeho interpretací Brahmánských súter. Byl členem Opus Dei.
Svůj první výlet do Indie podnikl roku 1954, kde studoval indickou filozofii a náboženství. Potkal zde několik západních mnichů, kteří se snažili najít východní vyjádření jejich křesťanských myšlenek. „Objevil jsem, že jsem hinduista a vrátil se jako buddhista bez toho, abych se vzdal i svého bytí křesťanem.“
Panikkar je autorem více než 40 knih a 900 článků.